# Bakov nad Jizerou
Bakov nad Jizerou é uma cidade checa localizada na região da Boêmia Central, distrito de Mladá Boleslav.